# Pino Suárez, Suchiate
Pino Suárez är en ort i Mexiko.   Den ligger i kommunen Suchiate och delstaten Chiapas, i den sydöstra delen av landet, 900 km sydost om huvudstaden Mexico City. Pino Suárez ligger 28 meter över havet och antalet invånare är 318.
Terrängen runt Pino Suárez är platt. Runt Pino Suárez är det ganska tätbefolkat, med 144 invånare per kvadratkilometer. Närmaste större samhälle är Brisas Barra de Suchiate, 16,3 km söder om Pino Suárez. Omgivningarna runt Pino Suárez är en mosaik av jordbruksmark och naturlig växtlighet.